# گوزن‌موش بزرگ
گوزن‌موش بزرگ (نام علمی: Tragulus napu) نام یک گونه از سرده گوزن‌موش‌ها است.